# Serranillos (kommunhuvudort)
Serranillos är en kommunhuvudort i Spanien.   Den ligger i provinsen Provincia de Ávila och regionen Kastilien och Leon, i den centrala delen av landet, 100 km väster om huvudstaden Madrid. Serranillos ligger 1 224 meter över havet och antalet invånare är 359.
Terrängen runt Serranillos är kuperad norrut, men söderut är den bergig. Runt Serranillos är det glesbefolkat, med 18 invånare per kvadratkilometer. Närmaste större samhälle är Pedro Bernardo, 10,4 km söder om Serranillos. 